# Mau-Laku
Mau-Laku (Maulako) ist eine Aldeia auf der südostasiatischen Insel Atauro, die zu Osttimor gehört. 2015 hatte die Aldeia 320 Einwohner.

## Geographie
Mau-Laku ist eine der drei Aldeias im Osten des Sucos Maquili (Gemeinde Atauro). Mau-Laku liegt an der Südostküste Atauros und grenzt im Süden an die Aldeias Fatulela und Macelihu und im Osten an die Aldeia Mau-Meta. Nordöstlich von Mau-Laku liegt der Suco Vila Maumeta.
Die Siedlung Mau-Laku liegt im Süden der Aldeia.

## Einrichtungen
Nah der Siedlung Mau-Laka befinden sich drei Sendeantennen der Telekommunikationsfirmen Timor Telecom, Telkomcel und Telemor.